# Paul Féret
Pour les articles homonymes, voir Féret.
Paul Féret, né le 27 février 1901 à Paris et mort le 3 février 1984 à Neuilly-sur-Seine, est un joueur de tennis français.

## Biographie
Paul Jean Adrien Féret est né le 27 février 1901 au 4 rue Saint-Florentin, fils d'Ernest Féret (né en 1863), fonctionnaire et de Blanche Verdier-Dufour. Receveur des finances depuis 1884, Ernest Féret a été chef du secrétariat particulier des ministres Paul Peytral et Pierre Baudin, puis chef du cabinet du président du Conseil et ministre de l'Intérieur Émile Combes à partir de 1902. Il exerce ensuite sous la direction d'Henry Chéron au Sous-secrétaire d'État à la Guerre puis à la Marine. Décoré chevalier puis officier de la Légion d'honneur, il est récipiendaire de l'Ordre de l'Osmaniye 3e classe. Investi dans le milieu tennistique, il est membre du comité du Racing Club de France et officie en tant que juge-arbitre. Le Prix Ernest Féret, une course de cross-country organisée par le RCF pour les scolaires, est créé en son honneur.
Licencié en droit, Paul Féret est nommé en mai 1925 attaché au cabinet du ministre de l'Instruction publique et des Beaux-Arts Anatole de Monzie. Il suit ce dernier quelques mois plus tard lorsqu'il est nommé au ministère des Travaux publics.
Il participe à deux rencontres de Coupe Davis lors de la campagne 1925 avec René Lacoste, Jean Borotra et Jacques Brugnon qui mena la France à sa première finale. Il a joué et gagné deux matchs de simples sans enjeu lors des tours préliminaires : contre la Hongrie à Budapest en mai et face à l'Italie au Racing Club en juin. C'est aussi en 1925 qu'il réalise son meilleur résultat lors de la première édition des Internationaux de France en étant quart de finaliste.
Il se marie le 22 février 1926 avec Elena de Rivas, « une des plus belles débutantes de Paris ». En mai 1926, il signe une de ses plus belles victoires sur le champion olympique Vincent Richards lors d'une rencontre France-États-Unis (6-2, 4-6, 16-14). Après seulement cinq mois de mariage, son épouse meurt des suites d'une courte maladie à l'âge de 19 ans. Bouleversé par cette disparition soudaine, Paul Féret suivit les conseils de son amie Suzanne Lenglen. Afin de ne pas tomber dans la dépression, il signa un contrat de 5000 $ (ou 10 000 $ selon Frank G. Menke (en)) avec le promoteur C. C. Pyle pour une tournée professionnelle de quatre mois en Amérique. Sa décision de rejoindre le professionnalisme fit grand bruit dans le milieu du tennis, Féret étant issu d'un milieu aisé et possédant une bonne situation. Il profita de cette annonce pour émettre des critiques sur l'amateurisme marron des principaux joueurs français de l'époque. Durant son périple américain, il est dans un premier temps opposé à Vincent Richards mais faute de résultat, Pyle le réserve ensuite pour les doubles.
À la fin de l'année 1927, il fait valoir son intention d'être requalifié amateur. Une proposition soutenue par les quatre Mousquetaires est présentée le 3 décembre devant le conseil de la Fédération française de tennis, lequel vote à la quasi-unanimité le rejet de cette demande qui pourra être reconduite dans cinq ans.

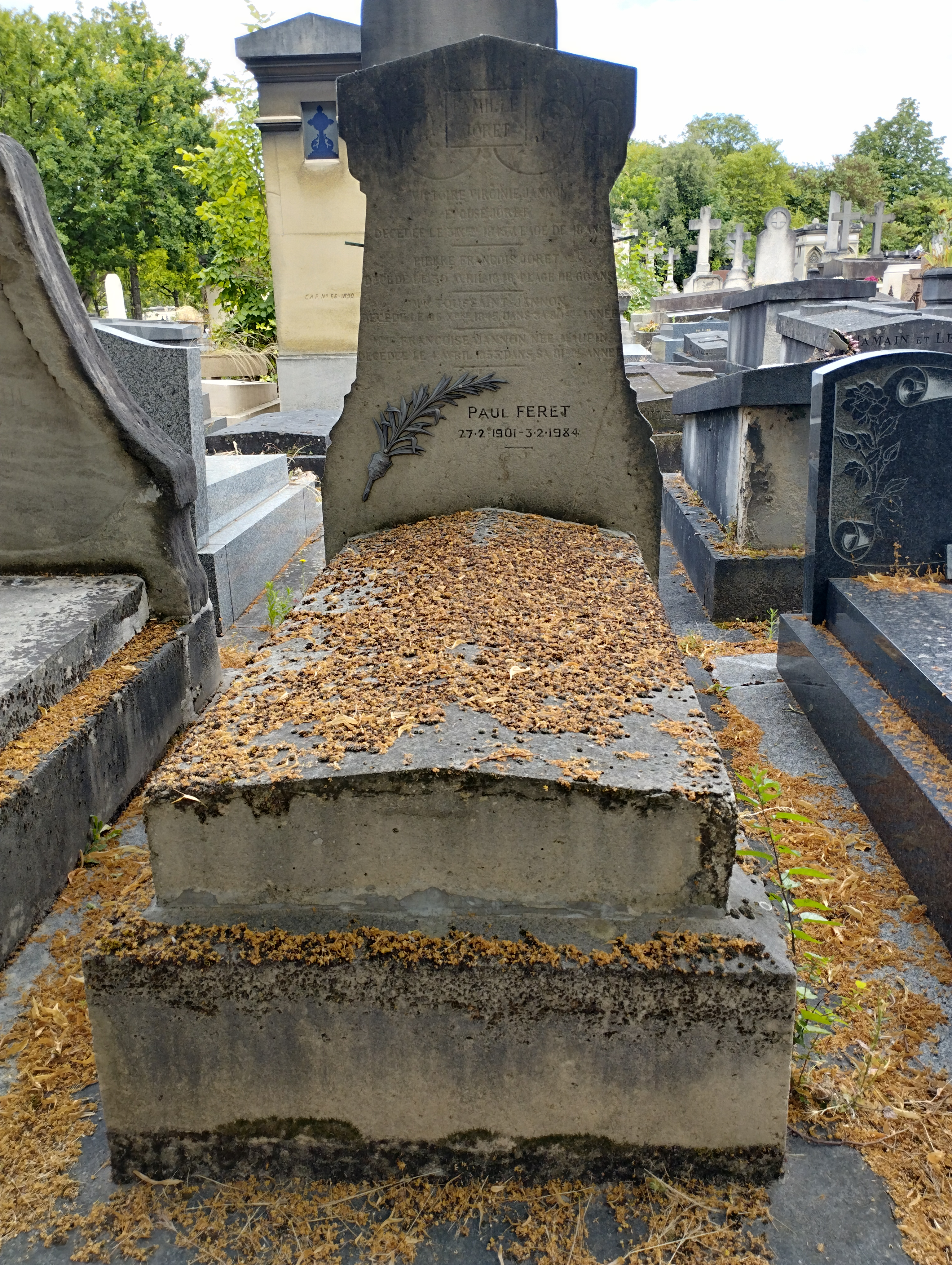
Tombe de Paul Féret au cimetière du Montparnasse (division 8).

Paul Féret est ainsi le premier joueur français à avoir perdu son statut d'amateur en jouant pour de l'argent. Compte tenu des circonstances exceptionnelles de son cas, il est officiellement réintégré en tant qu'amateur en février 1929 selon une décision du comité de direction de la Fédération. Comme il l'avait proposé, il devra rembourser intégralement les sommes gagnées durant cette période, qui seront reversées à des œuvres caritatives.
Figure du tennis français, Paul Féret a joué sur une période de 30 ans. Outre un quart de finale, il a atteint les huitièmes de finale à quatre reprises à Roland-Garros, ainsi que les huitièmes de finale à Wimbledon en 1932. Classé n°4 français derrière les Mousquetaires Borotra, Lacoste et Cochet lors des années 1925 et 1926, il est même présent au 3e rang en 1932, 1934, 1937 et 1938. Il reste dans le top 10 des meilleurs joueurs français jusqu'en 1948 et figure en première série à l'âge de 50 ans. Il reste le participant le plus âgé de l'histoire des Internationaux de France qu'il dispute une dernière fois en 1953 à 52 ans.
Doté d'une très bonne condition physique, il possède un jeu très complet, un smash précis et un excellent revers « appuyé d'un mouvement harmonieux de tout le corps, exécuté avec une légère inflexion des genoux ».
Louis Leprince-Ringuet a fait référence à Paul Féret à deux reprises dans ses écrits,. Il a reçu en 1934 la médaille d'or de l'éducation physique.
Dans les années 1930, il exerce des activités dans le domaine bancaire puis devient administrateur de sociétés. Il se marie en secondes noces en 1937 avec Denise Frémont avec pour témoins Jean Borotra et Pierre Gillou. Il réside alors rue Lalo dans le 16e. Il meurt en 1984 à Neuilly-sur-Seine. Il est inhumé au cimetière du Montparnasse (division 8).

## Palmarès (partiel)

### Titres en simple
- 1924 : Saint-Aubin-sur-Mer contre A. Poupon (6-3, 6-4, 6-2)
- 1924 : Coupe Porée contre Erik Tegner (6-2, 6-1, 6-4)
- 1925 : Coupe Emile Chelli contre Léonce Aslangul (2-6, 6-2, 10-8, 6-2)
- 1925 : Coupe Porée contre Léonce Aslangul (6-2, 6-3, 4-6, 6-1)[23]
- 1931 : Deauville contre Jurme Mital (6-1, 6-2, 7-5)
- 1931 : Coupe Porée contre André Merlin (6-3, 6-1, 2-6, 4-6, 6-4)
- 1936 : Coupe de Noël contre Jean Le Sueur (6-2 4-6 6-4 6-2)

### Finales en simple
- 1921 : Deauville contre Jean Borotra (6-4, 6-1, 6-2)
- 1925 : Aix-les-Bains contre Henri Cochet (7-5, 6-4, 6-4)
- 1929 : Biarritz contre Henri Cochet (cinq sets)
- 1932 : Coupe Porée contre Christian Boussus (2-6, 6-3, 6-1, 6-2)
- 1933 : Deauville contre André Merlin (7-5, 4-6, 6-4, 3-6, 3-2, ab.)
- 1934 : Championnats de France sur courts couverts contre André Merlin (cinq sets)
- 1935 : Coupe Albert Canet contre Jean Borotra (6-3, 6-0, 6-4)
- 1936 : Nice contre Bernard Destremau (6-1, 7-5, 6-2)
- 1936 : Lyon courts couverts contre Kalle Schröder (7-5, 6-1, 6-2)
- 1937 : Tournoi de la Toussaint contre Yvon Petra (7-5, 8-6, 6-2)